# 石上堅
石上 堅（いしがみ かたし、1908年（明治41年）6月26日 - 1994年（平成6年）1月3日）は、国文学・民俗学者。東横学園女子短期大学名誉教授。

## 来歴
東京生まれ。1927年折口信夫に師事、1932年國學院大學文学部卒。1961年「神生誕発想胎生因子の研究」で國學院大學文学博士。東京都立大泉高等学校教諭、國學院大學講師、東横学園女子短期大学（現東京都市大学）教授を経て名誉教授。
1994年1月3日、胃潰瘍のため死去。

## 編著書
- 『日本古典文学語辞典』拓文社、1951 のち一歩社書店
- 『日本文学発想源論』秀英出版、1956
- 『近代文学事典 綜合編年』一歩社書店、1957
- 『発想中世文学史』一歩社書店、1957 民俗文芸叢書
- 『発想民俗学』一歩社書店、1957 民俗文芸叢書
- 『石の伝説』雪華社、1963
- 『水の伝説』雪華社、1964
- 『折口信夫歌がたみ愛』編著 宝文館出版、1967
- 『火の伝説』宝文館出版、1967
- 『木の伝説』宝文館出版、1969
- 『日本のこころ』雪華社、1969
- 『新・古代研究』1－3　雪華社、1971-1972
- 『続・日本のこころ』雪華社、1971
- 『生と死の民俗』桜楓社、1976
- 『日本民俗語大辞典』桜楓社、1983
- 『新・石の伝説』集英社文庫、1989

## 参考
- 『石の伝説』著者紹介
- 『人物物故大年表』日外アソシエーツ